# Новая семейка Аддамс
«Новая семейка Аддамс» (англ. The New Addams Family) — американо-канадский сериал,
снятый по комиксам Чарльза Аддамса. Ремейк телесериала Семейка Аддамс, который шёл с 1964 по 1966 годы. Главные роли исполнили Глен Таранто, Элли Харви, Николь Фужейр и Броди Смит.
Телесериал транслировался с 19 октября 1998 по 28 августа 1999 года на телеканалах YTV и Fox Family в Канаде и США, соответственно.
Производство — Shavick Entertainment и Saban Entertainment.

## Создание
Новый сериал о приключениях семьи Аддамсов задумывался как современная версия сериала «Семейка Аддамс», транслировавшегося в 1964—1966 годах.

### Съёмки
Сериал снимался в Ванкувере, Британская Колумбия, Канада, а также в США. Всего было отснято 65 эпизодов; заключительный эпизод под названием «Смерть навещает семейку Аддамс» (англ. Death Visits the Addams Family) был снят 28 мая 1999 года. Общая стоимость съёмок составила около 35 млн долларов. Новый актёрский состав был хорошо воспринят зрителями. В сериале было переработано несколько сюжетных линий из оригинального сериала с включением туда современных элементов, шуток и отсылок к сериалу 60-х. Джош Пек и Александра Даддарио проходили прослушивание на роль Пагсли и Уэнздей Аддамс. Актриса Николь Фужейр также исполняла роль Уэнздей Аддамс в фильме Воссоединение семейки Аддамс. Визуальными эффектами занималась компания Gajdecki Visual Effects, а спецэффектами — Artifex Studios и Prospero Imaging.

### Отличия от оригинального сценария
Одна из заметных отличий от оригинального сериала состояла в том, что у Уэнздэй и Пагзли были расширены роли, которые подчеркивали их сильные и садистские личности. Другим элементом, перенесенным из фильмов, был Фестер, брат Гомеса, тогда как в оригинальном сериале он был дядей Мортиши. В одном из эпизодов Уэнздэй упоминала, что когда-то был третий ребёнок в семье, но Пагзли съел его, это была отсылка на Пуберта, ребёнка, родившегося в фильме «Семейные ценности Аддамсов».

### Музыкальная тема
Новая музыкальная тема, представленная создателями сериала, сильно отличалась от привычной мелодии, которая служила предыдущей адаптации. Знакомое щёлканье пальцами осталось, хотя и в более быстром темпе, в сопровождении персонажей Ларча и Гомеса, дважды повторяющих слово «щелчок» (англ. Snap) в быстрой последовательности, чтобы соответствовать темпу. Музыка была создана Барроном Абрамовичем, Джереми Свитом и Майклом Уиттакером. В начальной заставке есть крупный план с Ларчем, играющим на пианино, но его рука движется в неправильном направлении (он «играет» глиссандо по направлению к верхнему концу, но музыка на самом деле обратная).

## В ролях

##### Основной состав
- Глен Таранто — Гомес Аддамс, глава семейства Аддамсов (дублировал Станислав Концевич)
- Элли Харви — Мортиша Аддамс, жена Гомеса (дублировала Елена Ставрогина)
- Николь Фужейр — Уэнздей Аддамс, дочь Аддамсов (дублировала Татьяна Иванова)
- Броди Смит — Пагсли Аддамс, сын Аддамсов (дублировала Елена Ставрогина)
- Майкл Робертс — Дядя Фестер Аддамс (дублировал Олег Куликович)
- Бетти Филлипс — Эодора Аддамс, бабушка Аддамсов, колдунья (дублировала Татьяна Иванова)
- Джон ДеСантис — Ларч, дворецкий (дублировал Станислав Концевич)
- Стивен Фокс — Вещь

##### Гостевой состав
- Джон Эстин — дедушка Аддамсов
- Пол Добсон — голос Кузена Итта
- Дэвид Майлреа — Кузен Итт
- Табита Сен-Жермен — Кузина Меланхолия
- Лиза Колдер — Офелия Фрамп, сестра Мортиши
- Мередит Бэйн Вудворд — Гризельда Фрамп, мать Офелии и Мортиши
- Скарлетт Брунс — Джессика
- Кристофер Шейер — Влад/Губернатор
- Джонатан Паллоне — Эд Люмет

## Эпизоды
В сериале было 65 эпизодов; на один больше, чем в версии 60-х годов.
| Сезон        | Эпизоды | Премьера                      |
| ------------ | ------- | ----------------------------- |
| Первый сезон | 52      | 19 октября 1998 — 29 мая 1999 |
| Второй сезон | 13      | 4 июня 1999 — 28 августа 1999 |

### Список эпизодов

#### 1 сезон
1. Halloween with the Addams Family
2. Deadbeat Relatives
3. The Addams Family Goes to School
4. Fester’s Punctured Romance
5. New Neighbors Meet the Addams Family
6. Grandpapa Addams Comes to Visit
7. Gomez, the Reluctant Lover
8. Morticia the Matchmaker
9. The Addams Family Tree
10. Lurch Learns to Dance
11. Art and the Addams Family
12. Cousin Itt Visits the Addams Family
13. Wednesday Leaves Home
14. Thing Is Missing
15. Morticia’s Romance: Part 1
16. Morticia’s Romance: Part 2
17. Uncle Fester’s Toupee
18. Morticia’s Dilemma
19. The Winning of Morticia Addams
20. My Fair Cousin Itt
21. Morticia and the Psychiatrist
22. Morticia’s Favorite Charity
23. Fester Goes on a Diet
24. Morticia Joins the Ladies League
25. Morticia the Breadwinner
26. Melancholia Finds Romance
27. Crisis in the Addams Family
28. Christmas with the Addams Family
29. Green Eyed Gomez
30. Amnesia in the Addams Family
31. Gomez, the Cat Burglar
32. Uncle Fester’s Illness
33. Morticia, the Decorator
34. Wednesday’s Crush
35. Morticia, the Sculptress
36. Thing’s Romance
37. Gomez, the People’s Choice
38. Close Encounters of the Addams Kind
39. Lurch, the Teen-Age Idol
40. Fester and Granny vs. Grandpapa Addams
41. Fester Joins the Global Mercenaries
42. Addams Family in Court
43. My Son, the Chimp
44. Morticia, the Playwright
45. Saving Private Addams
46. Horseplay
47. Lurch’s Grand Romance
48. Catastrophia’s Career
49. Cousin Itt’s Problem
50. Lurch, Man of Leisure
51. Progress in the Addams Family
52. The Undercover Man

#### 2 сезон
1. Fester the Marriage Counselor
2. Lurch and His Piano
3. Cleopatra, Green of the Nile
4. Granny, the Happy Medium
5. Lurch’s Little Helper
6. Addams Family Feud
7. Fester, the Tycoon
8. Lights, Camera, Addams!
9. The Addams Policy
10. Fester, World Leader
11. The Tale of Long John Addams
12. Keeping Up with the Joneses
13. Death Visits the Addams Family

## Трансляция сериала
- В США и Канаде транслировался с 19 октября 1998 по 28 августа 1999 года на телеканалах YTV и Fox Family (на последнем сериал выходил в 19:30 по понедельникам)[2].

## Награды и номинации
- Leo Awards за лучший общий звук в драматической серии — Тони Гроник (номинирован)
- Leo Awards за лучший дизайн производства в драматической серии — Кэти Робертсон (Номинирована)
- Leo Awards за лучшее исполнение главной женской роли в драматической серии — Элли Харви (1999) (Номинирована)
- Канадская комедийная премия за лучшее исполнение женской роли на телевидении — Элли Харви (2000) (Номинирована)
- Leo Awards за лучший монтаж — Картина о музыке, комедии, эстраде или сериале — Микеле Конрой за эпизод «Сказка о Долгом Джоне Аддамсе» (Победитель)
- Leo Awards за лучший звук — Рик Баль, Честер Биоловас, Винс Рено и Джо Росси (Победитель)
- Leo Awards за лучший сценарий — Рик Хосек и Арнольд Рудник за эпизод «Сказка о Долгом Джоне Аддамсе» (Победитель)
- Leo Awards за лучшее исполнение главной роли — Элли Харви (Победитель)
- Leo Awards за лучший звук — Грег Стюарт (Победитель)